# Amstrad Magazine
Amstrad Magazine era una revista mensual francesa publicada por Laser Presse, que apareció por primera vez el 25 de junio de 1985. Fue una de las primeras revistas editadas que tienen como tema central un ordenador Amstrad : el Amstrad CPC 464.

## Historia
La autorización de utilización del nombre Amstrad fue dada oficialmente por la filial francesa del fabricante para su lanzamiento. Esta revista, era pues totalmente independiente de Amstrad, y trataba asuntos exclusivos al Amstrad CPC. A medida que aparecen nuevos ordenadores de la marca, la revista extiende su vocación editorial a todas las nuevas máquinas Amstrad en el mercado.
Contenía numerosas páginas de actualidad en torno a los ordenadores de Amstrad, tests de juegos y de utilidades software, iniciación a la programación (Locomotive BASIC, CP/M, ensamblador Z80...), y listas de programas para teclear. Publicaba igualmente numerosas pruebas de materiales vendidos por terceros, así como encuestas sobre ciertos aspectos polémicos de la comercialización de los productos de Amstrad (faltas de material, escasez de disquetes de 3 pulgadas, por ejemplo)
El éxito de la revista fue innegable: con una tirada que sobrepasa los 120 000 ejemplares, ocupó en 1986 y 1987 el segundo lugar en difusión quioscos de prensa informática en Francia, después del líder de la época, Science et Vie Micro.
El editor coorganizó igualmente la feria dedicada Amstrad Expo, en París entre 1986 y 1989. Desde 1990, la organización de la feria es retomada exclusivamente por el constructor.
Laser Presse se diversificó lanzando en 1987 PC MAGAZINE (dedicada al mercado del compatible IBM PC), y 1 ST, revista volcada en el Atari ST
Esta independencia editorial y sobre todo su éxito comercial le trajeron tensas relaciones con Amstrad, que condujeron a la retirada de la licencia de utilización del nombre Amstrad. En el número 30 Amstrad Magazine pasa a llamarse Am Mag  (con un disquete de 3 pulgadas entre ambas palabras),  luego completado por una edición titulada Am-Pro.
En paralelo, Amstrad Francia favoreció el lanzamiento de dos revistas competidoras : Amstrad Cent Pour Cent y Amstrad PC. La marca demandó judicialmente a Laser Presse, para prohibirle el uso de los títulos Am-Mag y Am-Pro por falsificación. Contra toda lógica, el tribunal dio la razón a Amstrad Francia.
El cambio brutal del título de la publicación, la derrota judicial, y también la decadencia del CPC, ordenador doméstico de 8 bits frente a los equipos de 16 bits (Atari ST, Commodore Amiga y Compatibles PC) pusieron a la editorial en apuros.
Intentó reagrupar sus revistas dedicadas en una sola, MicroMag que tuvo un éxito relativo. El grupo Laser Presse y su cincuenta empleados conocieron la quiebra tras el fallo judicial en 1989.
El grupo Sepcom compró los fondos de comercio en 1990 pero solo conservó el título Compatibles PC Magazine.

### Números especiales y temáticos
Amstrad Magazine publicó numerosos números especiales y temáticos. Los Cahiers d'Amstrad Magazine eran dosiers sobre un asunto determinado (programación, material...).